# Lorenzo Davids
Lorenzo Davids (* 4. September 1986 in Paramaribo, Suriname) ist ein surinamisch-niederländischer Fußballspieler. Der Abwehr- und defensive Mittelfeldspieler spielte zuletzt bei SV DFS Opheusden.

## Karriere
Davids kam nach den Jugendstationen Voorland, Waterwijk, FC Omniworld und FC Utrecht in die Nachwuchsausbildung von Feyenoord Rotterdam, wo er unter Mario Been trainierte. Für Feyenoord gab er sein Profidebüt am 8. November 2006 im Pokalspiel gegen RKC Waalwijk, in dem er eingewechselt wurde. In der Liga kam er jedoch zu keinem Einsatz. Mario Been, inzwischen Trainer von NEC, holte ihn in der Winterpause 2006/07 nach Nijmegen, wo Davids seit seiner zweiten Saison Stammspieler war. In der Saison 2009/10 wurde er zum NEC-Spieler des Jahres gewählt.
Zur Saison 2011/12 wechselte er ablösefrei zum deutschen Erstligisten FC Augsburg und erhielt einen Zwei-Jahres-Vertrag. Nach anfänglichen Schwierigkeiten avancierte er in der Hinrunde 2011/12 zum Stammspieler, in der Rückrunde kam er allerdings nur auf vier Einsätze. Zur Saison 2012/13 wurde Davids vom neuen Trainer Markus Weinzierl aussortiert. Seither trainierte er mit der zweiten Mannschaft (U-23). Am 31. August 2012 wurde sein Vertrag in gegenseitigem Einvernehmen aufgelöst.
Noch am gleichen Tag gab der englische Drittligist AFC Bournemouth die Verpflichtung von Davids bekannt. Er unterschrieb einen Zweijahresvertrag bis Ende Juni 2014.
Ende Januar 2013 wechselte Davids nach nur drei Einsätzen für Bournemouth zum dänischen Erstligisten Randers FC. Er unterschrieb bis Ende Juni 2015. Nach Ende des Vertrags wechselte Davids zurück in seine Niederländische Heimat zum mittlerweile aufgelösten SCH Nijmegen. Zum 1. Januar 2016 schloss sich Davids dem fünftklassigen SV DFS Opheusden an.

## Privates
Lorenzo Davids ist ein Cousin von Edgar Davids, ehemaliger niederländischer Fußball-Nationalspieler.